# Podhom
Podhom – wieś w Słowenii, w gminie Gorje. W 2018 roku liczyła 337 mieszkańców.